# Henryk Poniński
Henryk Poniński (z Wrześni, z Komornik), herbu Łodzia (ur. w 1808, zm. 5 września 1888 w Poznaniu) – ziemianin, członek Centralizacji Poznańskiej. W wyniku jego donosu aresztowano organizatorów Powstania wielkopolskiego 1846 roku.
Był synem Józefa Adama Ponińskiego (1778–1829) – prefekta departamentu poznańskiego i Juliany Zabłockiej (1774–1830).
Uczestniczył w przygotowaniach do powstania w 1846. Na początku lutego 1846 w przekonaniu, iż tym sposobem ratuje kraj od tragedii, w 40-stronicowym donosie  zdradził pruskiemu radcy rządowemu do spraw wojska i policji w Poznaniu Juliusowi von Minutolemu plany powstania i pełną listę przywódców wielkopolskiej organizacji.
Ujawnił pruskiej policji listę nazwisk czołowych działaczy niepodległościowych w Wielkopolsce, skutkiem czego było aresztowanie m.in. Ludwika Mierosławskiego oraz Karola Libelta, tj. wielkopolskich przywódców planowanego na noc 21/22 lutego 1846 powstania, będącego częścią ogólnopolskiego powstania przeciw wszystkim trzem zaborcom, zaplanowanego przez Towarzystwo Demokratyczne Polskie. W wyniku tej zdrady aresztowany został także Walenty Stefański. W efekcie doszło tylko do rozruchów na poznańskim Chwaliszewie i powstanie bardzo szybko upadło.
Henryk Poniński został aresztowany dla zatarcia śladów zdrady i sądzony w procesie berlińskim w 1847.
W marcu 1848 wyszedł na wolność.
Był bojkotowany w życiu towarzyskim przez Polaków jako zdrajca. W 1863 próbował rehabilitować się, wspierając powstanie. Pochowany został w Tulcach.